# 아이엠아이 (기업)
아이엠아이(IMI)는 아이템매니아와 게임매니아를 운영하는 대한민국의 인터넷 게임 기업이며, 아이엠아이(IMI)는 Internet Mania Interactive의 약자이다.
2002년 게임 아이템 거래 비즈니스인 아이템매니아에서 출발해 게임 엔터테인먼트 서비스로 사업을 확대했다. [아이템매니아]의 경우 8년 연속 국내 게임 아이템 중개시장 점유율 1위를 기록하고 있다.